# Académie Kronberg

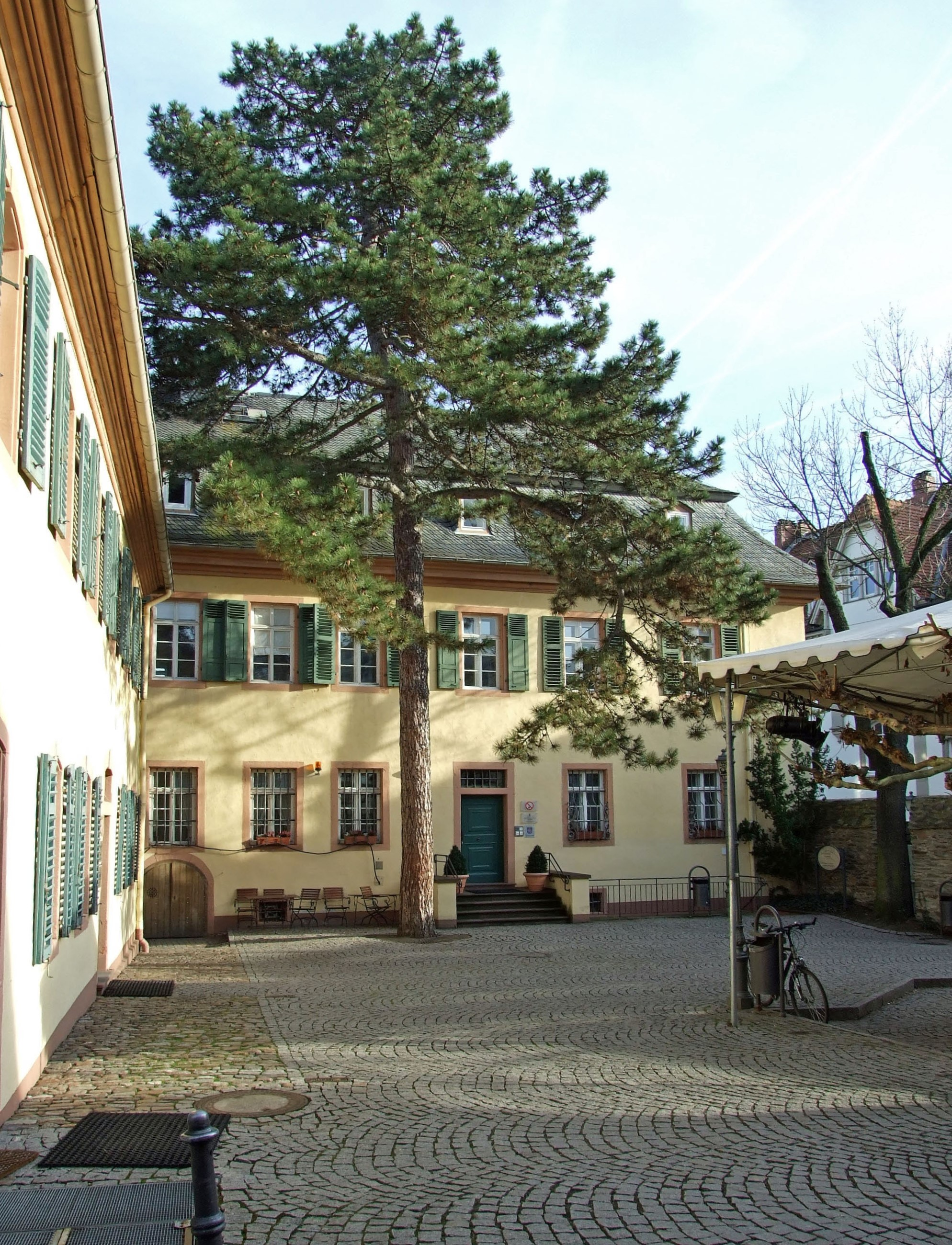
L'Académie Kronberg

L'Académie Kronberg est une institution culturelle de renommée internationale fondée à Kronberg im Taunus (Allemagne) en 1993 et dirigée à l'origine par Mstislav Rostropovich. L'académie est spécialisée dans l'enseignement musical de jeunes violonistes, altistes et violoncellistes talentueux. Elle organise chaque année un festival consacré au violoncelle et tous les quatre ans le prestigieux Concours international de violoncelle Pablo-Casals.

## Historique
L'académie musicale est fondée par Raimund Trenkler en 1993 qui en est le directeur artistique et président du conseil d'administration. Elle a pour but de former, durant un cursus de trois ans, de jeunes musiciens solistes de haut niveau au sein d'un programme d'études limité à 25 étudiants au maximum.